# 黃起有
黄起有（？年—？年），字應似，號改庵，福建莆田縣人。明朝政治人物。

## 生平
天啟元年（1621年）辛酉科舉人，崇禎元年（1628年）戊辰科成進士，選庶吉士，授翰林院编修，直起居注。十年丁丑（1637年）分校禮闈，升國子監司業，晉祭酒事。历左中允、左諭德，侍經筵日講，掌制誥。十二年己卯典試順天府，所得名士有成克鞏、杜立德等，升左庶子。奉使江右，過長洲，聞闯贼陷京师，遂歸鄉侍母。隆武帝繼位，擢任少詹事、禮部左侍郎兼侍讀，曾疏救林必達。母喪，起有年迫七十，猶為孺子哭。著有《慵山诗集》若干卷，善草书，蒼秀軒翔，絶得古人笔法，世争珍之。年八十三卒。

## 家族
曾祖父黄希韶，常州府通判。